# 殺しのブルース
『殺しのブルース』（ころしのぶるーす）は、巻上公一の2枚目のカバー・アルバム。1992年6月17日に東芝EMIより発売。
本作は巻上公一の初めてのニューヨーク録音である。ジャケットは、巻上公一と小松美幸の写真。

## 概要
出典は、再発版のライナー・ノーツ。
1990年に前作「平成じゃらん節」をBMGビクターから8センチシングルとして発売したのをきっかけに、「平成新歌謡の夕べ」と題してコンサートを始めた。そうしている間に、「もう一枚歌謡曲を題材にアルバムを作りたいとい意欲が沸いた」という。歌謡曲のコレクターでもあったジョン・ゾーンにプロデュースしてもらい、2週間ニューヨークに滞在している間に、様々なアーティストと共演した。

## 収録曲
1. さいざんすマンボ
  - 作詞:トニー谷、宮川哲夫／作曲:多忠修／編曲:上野耕路
2. 女を忘れろ
  - 作詞:野村俊夫／作曲:船村徹／編曲:ジョン・パットン
3. 待ちぼうけの喫茶店
  - 作詞・作曲:レイモンド服部／編曲:ロバート・クイン
4. 悪人志願 -雨と風の詩-
  - 作詞:炎加世子／作曲:真鍋理一郎／編曲:ジョン・ゾーン
5. すきやきエトフェー
  - 作詞:永六輔／作曲:中村八大／補作詞:ガイ・クルセべク／編曲:ガイ・クルセベク[2]
6. 夜空の笛
  - 作詞・作曲:浜口庫之助／編曲:ローラ・シートン[3]
7. 東京の屋根の下
  - 作詞:佐伯孝夫／作曲:服部良一／編曲:ジョー・ガーラント
8. 帰ってきたヨッパライ　-ニューヨーク・ヴァージョン-
  - 作詞:フォーク・パロディ・ギャング[4]／作曲:加藤和彦／編曲:大友良英
9. うつろ
  - 作曲・作詞・編曲:巻上公一
10. マリアンヌ
  - 作詞:相沢靖子／作曲:早川義夫
11. 殺しのブルース
  - 作詞:具流八郎／作曲:楠井景久

## 楽曲解説
特記事項なき限り、出典は、『殺しのブルース』のライナー・ノーツ。
さいざんすマンボ
1996年1月14日録音。
原曲はトニー谷と宮城まり子による。
最初の部分の歌詞が異なる。
「トゥーマッチ蝶々さん」という部分でプエルトリカンが爆笑してしまい、何回もやり直した。巻上公一曰く、「ギャラをあげたらその場で宴会になってしまった」という。
女を忘れろ
原曲は、小林旭による1959年の日活映画『女を忘れろ』の主題歌。
1996年1月7日録音。
元々、ギターにはエフェクトをつける予定だった。
待ちぼうけの喫茶店
原曲は小坂一也による。
1996年1月9日録音。
悪人志願　-雨と風の詩-
原曲は、炎加世子による1960年の松竹映画『悪人志願』の主題歌。
1996年1月10日録音。
原曲の口琴による演奏を、ディジュリドゥに置き換えている。
イヌイットのカタジャックが入っている。
すきやきエトフェー
原曲は、坂本九の『上を向いて歩こう』。
1996年1月10日録音。
英語の詞が使われている。
夜空の笛
原曲は、守屋浩による。
1996年1月8日録音。
「色々確執を残した。」とあるが、詳細不明。
東京の屋根の下
原曲は、灰田勝彦による。
1996年1月18日録音。
うつろ
唯一のオリジナル曲。
1996年1月11日録音。
ニコラス・コリンズは、すべての曲にエフェクトをその場で加えた。
加藤秀樹は、この頃からニューヨークに住むようになる。
帰ってきたヨッパライ -ニューヨーク・ヴァージョン-
原曲は、ザ・フォーク・クルセダーズによる。
歌詞が一部異なる。
1996年1月17日録音。
マリアンヌ
原曲は、ジャックスによる。
1996年1月16日録音。
この曲のみ、ビル・ラズウェルのグリーンポイントスタジオでの収録。
殺しのブルース
原曲は、大和屋竺による日活映画『殺しの烙印』の主題歌。
1996年1月7日録音。

## 参加ミュージシャン
- 巻上公一 -ボーカル、悪魔の詠唱[8](#4)ビジョン[9](#9)、プロテウス[10](#9)、コルネット(#9)
- 東京なみ[11](#1)
- ジャジー・ジョイス -ターンテーブル(#1)
- アンドリュー・スターマン -ピッコロ(#1)
- スティーブン・バーンスタイン -トランペット(#1,7)
- マルクス・ペルシアーニ -ピアノ(#1)
- ギルレモ・エジル -エレクトリックベース(#1)
- パポ・ペピン -コンガ(#1)
- ジョー・ゴンザレス -ボンゴ、ギロ、カウベル(#1)
- ラウール・パオネッサ -ドラムス(#1)
- マイク・パットン -オルガン(#2)
- マーク・リボー -ギター(#2,11)、アコースティック・ギター(#8)、チャランゴ(#8)
- ジェフ・ハーシュフィールド -ドラムス(#2)
- ロバート・クイン -ギター(#3)
- マシュー・スイート -エレクトリックベース(#3)
- スティーブ・シェリー -ドラムス(#3)
- アンディー・ハース -ディジュリドゥ(#4)
- アントニー・コールマン -サンプラー、オルガン(#4)
- デイビッド・シア -ターンテーブル(#4,6)
- マーク・ドレッサー -エレクトリックベース(#4)
- ジェームス・プリエーゼ -パーカッション(#4)
- 灰野敬二 -悪魔の詠唱(#4)
- 大友良英 -悪魔の詠唱(#4)、ターンテーブル(#8)、自作ギター(#8)、コーラス(#8)、サンプラー(#11)
- 加藤秀樹 -悪魔の詠唱(#4)、エレクトリックベース(#8,9)、コーラス(#8)
- ガイ・クルセベク -ピアノ、アコーディオン(#5)
- マーク・フェローマン -バイオリン(#5)
- デイビッド・ホフストラ -エレクトリックベース(#5,7)
- ロバート・プレヴィテ -ドラムス(#5)
- ローラ・シートン -バイオリン(#6)
- ジェーン・スカルパントーニ -セロ(#6)

イルミナティ(#7)
- ジョー・ガーラント -6弦ベース
- ジャネット・アクセルロッド -フルート
- フィリップ・ジョンソン -ソプラノサックス
- ウォルター・トンプソン -アルトサックス
- ルイ・ベロゲニス -テナーサックス
- デイブ・シュエルソン -バリトンサックス
- フランク・ロンドン -トランペット
- ジェーソン・ファン -バイオリン
- マーグロ・グリブ-バイオリン、声
- ミシェル・キニー -セロ
- ドーン・バックホルズ -セロ
- エリザベス・パンツァー -ハープ
- アン・クライン -ギター
- ヴィトー・リッチ -シンセサイザー、レンチギター
- トム・ジョーソン[12] -アコーディオン
- エヴァン・ギャラガー -ヴィブラフォン、パーカッション
- ディッキー・ドウォーキン -ドラムス
- 黒田京子 -女神の声(#8)、ピアノ(#8)、コーラス(#8)
- ナナ・バスコンセロス -ブラジリアンパーカッション(#8)
- 植村昌弘 -コーラス(#8)
- 鈴木[13]

-コーラス(#3)
- ニコラス・コリンズ -エフェクト[14](#9)

PAINKILLER(#10)
- ジョン・ゾーン -ボーカル、アルトサックス
- ビル・ラズウェル -エレクトリックベース
- ミック・ハリス -ボーカル、ドラムス

スペシャルゲスト:灰野敬二　-ボーカル、ギター
- 殺し屋 -ホッピー神山(#11)